# Wahlkreis Richmond and Northallerton
Der Wahlkreis Richmond and Northallerton ist ein Wahlkreis (englisch constituency) für die Wahl eines Abgeordneten des britischen Unterhauses (House of Commons).

## Ergebnisse

### Parlamentswahl 2024
| Kandidaten           | Kandidaten        | Parteien                            | Stimmen | %    |
| -------------------- | ----------------- | ----------------------------------- | ------- | ---- |
|                      | Rishi Sunak       | Conservative Party                  | 23.059  | 47,5 |
|                      | Tom Wilson        | Labour Party                        | 10.874  | 22,4 |
|                      | Lee Taylor        | Reform UK                           | 7.142   | 14,7 |
|                      | Daniel Callaghan  | Liberal Democrats                   | 4.322   | 8,9  |
|                      | Kevin Foster      | Green Party of England and Wales    | 2.058   | 4,2  |
|                      | Count Binface     | Count Binface Party                 | 308     | 0,6  |
|                      | Brian Richmond    | unabhängig                          | 222     | 0,5  |
|                      | Niko Omilana      | unabhängig                          | 160     | 0,3  |
|                      | Rio Goldhammer    | Yorkshire Party                     | 132     | 0,3  |
|                      | Archibald Stanton | Official Monster Raving Loony Party | 99      | 0,2  |
|                      | Louise Dickens    | Workers Party of Britain            | 90      | 0,2  |
|                      | Angie Campion     | unabhängig                          | 33      | 0,1  |
|                      | Jason Barnett     | unabhängig                          | 27      | 0,1  |
| Gesamt               | Gesamt            | Gesamt                              | 48.526  | 100  |
|                      |                   |                                     |         |      |
| Ungültige Stimmen    | Ungültige Stimmen | Ungültige Stimmen                   | 99      | 0,2  |
| Wähler               | Wähler            | Wähler                              | 48.625  | 65,8 |
| Wahlberechtigte      | Wahlberechtigte   | Wahlberechtigte                     | 73.886  |      |
|                      |                   |                                     |         |      |
| Quelle: UK Parlament |                   |                                     |         |      |